# Портер, Кевин (младший)
Бра́йан Ке́вин По́ртер мла́дший (англ. Bryan Kevin Porter Jr.; род. 4 мая 2000 года в Сиэтле, штат Вашингтон, США) — американский профессиональный баскетболист, выступающий за клуб НБА «Милуоки Бакс». Играет на позициях атакующего защитника и лёгкого форварда. На студенческом уровне выступал за команду университета Южной Калифорнии «УСК Тродженс». На драфте НБА 2019 года он был выбран под тридцатым номером командой «Милуоки Бакс».

## Карьера в колледже
6 ноября 2018 года Портер дебютировал за «УСК Тродженс», набрав 15 очков в победе над Роберт Моррис со счётом 83—62. 20 ноября Портер получил ушиб четырёхглавой мышцы бедра в матче против Миссури Стэйт. 1 декабря он вернулся в состав, но, отыграв всего 4 минуты в матче против Невады, покинул игру. Пропустив 9 игр, Портер вернулся снова 10 января 2019, набрав 5 очков за 25 минут, в матче против Орегон Стэйт. Однако спустя 3 дня он был отстранён на неопределённое время за «личное поведение». Тем не менее, Портер заявил, что завершит сезон с командой, и затем сыграл в последних 3 играх сезона. По итогам сезона Портер набирал в среднем 9,5 очка, 4 подбора и 1,4 передачи за игру.
12 апреля 2019 года Портер выставил свою кандидатуру на драфт НБА 2019 года.

## Профессиональная карьера

### Кливленд Кавальерс (2019—2021)
Портер был выбран под 30-м номером на драфте НБА 2019 года клубом «Милуоки Бакс». 20 июля 2019 года он был обменян в «Детройт Пистонс» вместе с Тони Снеллом на Джона Луера. 27 июня Портер был обменян в «Кливленд Кавальерс». 3 июля он подписал с Кливлендом контракт новичка, рассчитанный на 4 года. 23 октября 2019 года Портер дебютировал в НБА, выйдя со скамейки запасных, и сделал 1 подбор, 2 передачи и 1 перехват в поражении от «Орландо Мэджик» со счётом 85—94. 18 ноября он впервые вышел в стартовом составе и установил личный рекорд результативности, набрав 18 очков, в поражении от «Нью-Йорк Никс» со счётом 105—123. 24 февраля 2020 года Портер установил личный рекорд результативности, набрав 30 очков, в победе над «Майами Хит» в овертайме со счётом 125—119.

### Хьюстон Рокетс (2021—2023)
21 января 2021 года Портер был обменян в «Хьюстон Рокетс» на защищённый выбор во втором раунде драфта после скандала в раздевалке Кливленда. 30 января Портер был отправлен в аффилированный клуб Хьюстона в Джи-Лиге НБА Рио-Гранде Вэллей Вайперс, за который дебютировал 10 февраля.
11 марта 2021 года Портер дебютировал в составе Хьюстона, выйдя со скамейки запасных и собрав дабл-дабл с 13 очками и 10 передачами за 29 минут, в поражении от «Сакраменто Кингз» со счётом 105—125. В следующей игре Портер вышел в стартовом составе и набрал 27 очков и 8 передач в поражении от «Юта Джаз» со счётом 99—114.
17 октября 2023 года Портер был обменян в команду «Оклахома-Сити Тандер» после обвинения в бытовом насилии. Игрок сразу был отчислен.

### ПАОК (2024)
2 апреля 2024 года Портер подписал контракт с греческим клубом ПАОК до конца сезона.

### Лос-Анджелес Клипперс (2024—2025)
10 июля 2024 года Портер подписал контракт с «Лос-Анджелес Клипперс».

### Милуоки Бакс (2025—настоящее время)
6 февраля 2025 года Портер был обменян в «Милуоки Бакс» на Маржона Боучэмпа.
5 марта Портер сделал трипл-дабл из 14 передач, 11 подборов и 10 очков во время победы над «Даллас Маверикс» со счетом 137-110.
27 апреля в первом раунде плей-офф Портер набрал 23 очка, сделал пять подборов, шесть передач и два перехвата в четвертом матче серии против «Индианы Пэйсерс».

## Личная жизнь

### Обвинение в хранении оружия
15 ноября 2020 года Портер (младший) был обвинен полицией округа Махонинг после ДТП за неправильное обращение с огнестрельным оружием в автомобиле. В заявлении клуба «Кливленд Кавальерс» сообщалось: «Мы в курсе ситуации с Кевином Портером (младшим) и находимся в процессе сбора информации. Мы поговорили с Кевином и продолжим обсуждать с ним эту ситуацию в частном порядке по мере развития соответствующего процесса».
Большое жюри округа Махонинг отказалось предъявить Портеру обвинение в применении огнестрельного оружия. Было установлено, что и автомобиль, и пистолет принадлежат его матери. Обвинения в вождении без прав также были сняты.

### Извинения Гленна Консора
В январе 2022 года диктор «Вашингтон Уизардс» Гленн Консор извинился перед Портером (младшим), после того как Консор сказал, что Портер (младший), «как и его отец, нажал на курок в нужное время». Консор сказал это после того, как Портер (младший) сделал ключевой бросок в игре «Уизардс» против «Рокетс», ошибочно полагая, что Портер (младший) - сын Кевина Портера, бывшего разыгрывающего «Вашингтона», завершившего карьеру в 1983 году. Отец Кевина Портера (младшего) был осужден за непредумышленное убийство 14-летней девочки в 1993 году, а затем погиб в перестрелке в 2004 году, когда его сыну было четыре года.

### Обвинение в бытовом насилии
11 сентября 2023 года Портер (младший) был арестован и обвинен Департаментом полиции Нью-Йорка в том, что якобы напал на свою подругу Кишре Гондрезик. 2 октября 2023 года на медиа-дне «Хьюстон Рокетс»  было объявлено, что Портер (младший)  исключен из организации «Рокетс». Ему запрещено находиться с командой, рядом с командой или иметь какое-либо взаимодействие с ней.

## Статистика

### Статистика в НБА
| Сезон                                                                                    | Команда  | Регулярный сезон | Регулярный сезон | Регулярный сезон | Регулярный сезон | Регулярный сезон | Регулярный сезон | Регулярный сезон | Регулярный сезон | Регулярный сезон | Регулярный сезон | Регулярный сезон | Серия плей-офф | Серия плей-офф | Серия плей-офф | Серия плей-офф | Серия плей-офф | Серия плей-офф | Серия плей-офф | Серия плей-офф | Серия плей-офф | Серия плей-офф | Серия плей-офф |
| Сезон                                                                                    | Команда  | GP               | GS               | MPG              | FG%              | 3P%              | FT%              | RPG              | APG              | SPG              | BPG              | PPG              | GP             | GS             | MPG            | FG%            | 3P%            | FT%            | RPG            | APG            | SPG            | BPG            | PPG            |
| ---------------------------------------------------------------------------------------- | -------- | ---------------- | ---------------- | ---------------- | ---------------- | ---------------- | ---------------- | ---------------- | ---------------- | ---------------- | ---------------- | ---------------- | -------------- | -------------- | -------------- | -------------- | -------------- | -------------- | -------------- | -------------- | -------------- | -------------- | -------------- |
| 2019/20                                                                                  | Кливленд | 50               | 3                | 23,2             | 44,2             | 33,5             | 72,3             | 3,2              | 2,2              | 0,9              | 0,3              | 10,0             | Не участвовал  | Не участвовал  | Не участвовал  | Не участвовал  | Не участвовал  | Не участвовал  | Не участвовал  | Не участвовал  | Не участвовал  | Не участвовал  | Не участвовал  |
| 2020/21                                                                                  | Хьюстон  | 26               | 23               | 32,1             | 42,5             | 31,1             | 73,4             | 3,8              | 6,3              | 0,7              | 0,3              | 16,6             | Не участвовал  | Не участвовал  | Не участвовал  | Не участвовал  | Не участвовал  | Не участвовал  | Не участвовал  | Не участвовал  | Не участвовал  | Не участвовал  | Не участвовал  |
| 2021/22                                                                                  | Хьюстон  | 61               | 61               | 31,3             | 41,5             | 37,5             | 64,2             | 4,4              | 6,2              | 1,1              | 0,4              | 15,6             | Не участвовал  | Не участвовал  | Не участвовал  | Не участвовал  | Не участвовал  | Не участвовал  | Не участвовал  | Не участвовал  | Не участвовал  | Не участвовал  | Не участвовал  |
| 2022/23                                                                                  | Хьюстон  | 59               | 59               | 34,3             | 44,2             | 36,6             | 78,4             | 5,3              | 5,7              | 1,4              | 0,3              | 19,2             | Не участвовал  | Не участвовал  | Не участвовал  | Не участвовал  | Не участвовал  | Не участвовал  | Не участвовал  | Не участвовал  | Не участвовал  | Не участвовал  | Не участвовал  |
|                                                                                          | Всего    | 196              | 146              | 30,3             | 43,1             | 35,7             | 72,5             | 4,3              | 5,0              | 1,1              | 0,3              | 15,3             | Не участвовал  | Не участвовал  | Не участвовал  | Не участвовал  | Не участвовал  | Не участвовал  | Не участвовал  | Не участвовал  | Не участвовал  | Не участвовал  | Не участвовал  |
| Наведите курсор мыши на аббревиатуры в заголовке таблицы, чтобы прочесть их расшифровку. |          |                  |                  |                  |                  |                  |                  |                  |                  |                  |                  |                  |                |                |                |                |                |                |                |                |                |                |                |

### Статистика в Джи-Лиге
| Сезон                                                                                    | Команда                   | Регулярный сезон | Регулярный сезон | Регулярный сезон | Регулярный сезон | Регулярный сезон | Регулярный сезон | Регулярный сезон | Регулярный сезон | Регулярный сезон | Регулярный сезон | Регулярный сезон | Серия плей-офф | Серия плей-офф | Серия плей-офф | Серия плей-офф | Серия плей-офф | Серия плей-офф | Серия плей-офф | Серия плей-офф | Серия плей-офф | Серия плей-офф | Серия плей-офф |
| Сезон                                                                                    | Команда                   | GP               | GS               | MPG              | FG%              | 3P%              | FT%              | RPG              | APG              | SPG              | BPG              | PPG              | GP             | GS             | MPG            | FG%            | 3P%            | FT%            | RPG            | APG            | SPG            | BPG            | PPG            |
| ---------------------------------------------------------------------------------------- | ------------------------- | ---------------- | ---------------- | ---------------- | ---------------- | ---------------- | ---------------- | ---------------- | ---------------- | ---------------- | ---------------- | ---------------- | -------------- | -------------- | -------------- | -------------- | -------------- | -------------- | -------------- | -------------- | -------------- | -------------- | -------------- |
| 2020/21                                                                                  | Рио-Гранде Вэллей Вайперс | 15               | 15               | 36,0             | 44,8             | 32,0             | 78,0             | 6,5              | 7,2              | 1,5              | 0,4              | 24,1             | Не участвовал  | Не участвовал  | Не участвовал  | Не участвовал  | Не участвовал  | Не участвовал  | Не участвовал  | Не участвовал  | Не участвовал  | Не участвовал  | Не участвовал  |
|                                                                                          | Всего                     | 15               | 15               | 36,0             | 44,8             | 32,0             | 78,0             | 6,5              | 7,2              | 1,5              | 0,4              | 24,1             | Не участвовал  | Не участвовал  | Не участвовал  | Не участвовал  | Не участвовал  | Не участвовал  | Не участвовал  | Не участвовал  | Не участвовал  | Не участвовал  | Не участвовал  |
| Наведите курсор мыши на аббревиатуры в заголовке таблицы, чтобы прочесть их расшифровку. |                           |                  |                  |                  |                  |                  |                  |                  |                  |                  |                  |                  |                |                |                |                |                |                |                |                |                |                |                |

### Статистика в NCAA
| Сезон | Команда | Conf   | Class | GP | GS | MPG  | FG%  | 3P%  | FT%  | RPG | APG | SPG | BPG | PPG |
| --- | ------- | ------ | ----- | -- | -- | ---- | ---- | ---- | ---- | --- | --- | --- | --- | --- |
| 2018/19 | УСК     | Pac-12 | FR    | 21 | 4  | 22,1 | 47,1 | 41,2 | 52,2 | 4,0 | 1,4 | 0,8 | 0,5 | 9,5 |
| Всего | Всего   | Всего  | Всего | 21 | 4  | 22,1 | 47,1 | 41,2 | 52,2 | 4,0 | 1,4 | 0,8 | 0,5 | 9,5 |
| Наведите курсор мыши на аббревиатуры в заголовке таблицы, чтобы прочесть их расшифровку Статистика приведена с сайта sports-reference.com |         |        |       |    |    |      |      |      |      |     |     |     |     |     |

### Статистика в других лигах
| Сезон | Команда | Лига             | GP | GS | MPG  | FG%  | 3P%  | FT%  | RPG | APG | SPG | BPG | PFL | TOV | PPG  |
| --- | ------- | ---------------- | -- | -- | ---- | ---- | ---- | ---- | --- | --- | --- | --- | --- | --- | ---- |
| 2023/24 | ПАОК    | Чемпионат Греции | 6  | 6  | 38,0 | 46,7 | 27,8 | 60,0 | 9,3 | 6,8 | 2,8 | 1,3 | 2,5 | 4,2 | 22,0 |
| Всего | Всего   | Всего            | 6  | 6  | 38,0 | 46,7 | 27,8 | 60,0 | 9,3 | 6,8 | 2,8 | 1,3 | 2,5 | 4,2 | 22,0 |
| Наведите курсор мыши на аббревиатуры в заголовке таблицы, чтобы прочесть их расшифровку Статистика приведена с сайта basketball.realgm.com |         |                  |    |    |      |      |      |      |     |     |     |     |     |     |      |